# Президентские выборы в Зимбабве (2008)
Президентские выборы в Зимбабве прошли в два тура: 29 марта и 27 июня 2008 года.

## История
Одержав победу в первом туре, Морган Цвангираи был арестован, но после вмешательства президента ЮАР Табо Мбеки был отпущен. Однако после этого он заявил, что на него оказывается давление, из-за чего он принял решение снять свою кандидатуру. По закону он не имел на это право, поэтому его имя осталось в бюллетенях. В результате президент Мугабе был переизбран на безальтернативной основе.

## Результаты
| Кандидат                                                                                | Партия                                                                  | 1-й тур        | 1-й тур | 2-й тур        | 2-й тур |
| Кандидат                                                                                | Партия                                                                  | Кол-во голосов | %       | Кол-во голосов | %       |
| --------------------------------------------------------------------------------------- | ----------------------------------------------------------------------- | -------------- | ------- | -------------- | ------- |
| Морган Цвангираи                                                                        | Движение за демократические перемены — Цвангираи                        | 1 195 562      | 47,9    | 233 000        | 9,3     |
| Роберт Мугабе                                                                           | Африканский национальный союз Зимбабве — Патриотический фронт (ZANU-PF) | 1 079 730      | 43,2    | 2 150 269      | 85,5    |
| Симба Макони                                                                            |                                                                         | 207 470        | 8,3     |                |         |
| Лангтон Товунгана                                                                       | Независимый                                                             | 14 503         | 0,6     |                |         |
| Недействительные бюллетени                                                              | Недействительные бюллетени                                              | 39 975         | –       | 131 481        | –       |
| Итого                                                                                   | Итого                                                                   | 2 537 240      | 100     | 2 514 750      | 100     |
| Количество избирателей\Явка                                                             | Количество избирателей\Явка                                             | 5 934 768      | 42,8    | 5 934 768      | 42,4    |
| Источник: African Elections Database Архивная копия от 6 апреля 2019 на Wayback Machine |                                                                         |                |         |                |         |